# Coëtivy (Adelsgeschlecht)
Coëtivy war eine Familie des bretonischen Adels, die seit dem Beginn des 13. Jahrhunderts bezeugt ist und die Herrschaft über Coëtivy (heute das Château oder Manoir de Coet-Lestremeur in der Gemeinde Plounéventer) besaß.

## Geschichte
Der Aufstieg der Familie begann mit Alain III. († 1425), der eine Schwester von Tanneguy du Chastel heiratete. Drei seiner Söhne stiegen in höchste Ränge im Königreich auf: Prigent VII. († 1450) wurde Admiral von Frankreich, Alain IV. († 1474) wurde Bischof von Avignon und Kardinal, und Olivier wurde der Vormund der drei Töchter des Königs Karl VII. mit Agnès Sorel, von denen er eine, Marguerite, heiratete. Oliviers und Marguerites Sohn Charles de Coëtivy wurde schließlich Comte de Taillebourg und Prince de Mortagne.
Mit Charles Tochter Louise starb die Hauptlinie des Hauses Coëtivy 1553 aus. Louise heiratete Charles de la Trémoille, Prince de Talmond, wodurch die Titel der Coëtivys an das Haus La Trémoille kamen.

## Stammliste
1. Prigent I., 1212 bezeugt, Seigneur de Coëtivy
  1. Alain (I.), 1240/66 bezeugt, Seigneur de Coëtivy
    1. Prigent (II.), 1270/77 bezeugt, Seigneur de Coëtivy, ⚭ Plézou, Tochter von Eon, Seigneur de Kerlec’h[1])
      1. Prigent (III.), † 1312, Seigneur de Coëtivy
        1. Alain (II.), Sire de Coëtivy, 1342 enteignet
          1. Prigent (IV.), 1342 bezeugt, Seigneur de Coëtivy, ⚭ Sibille de Coëtivy, Verwandte Prigents, heiratete in 2. Ehe Alain de Quenehean
            1. Prigent (V.), † nach 1380, Sire de Coëtivy, ⚭ Catherine de Rosmadec, Tochter von Rion de Rosmadec, Seigneur de Goarlot[2], und Catherine du Pont
              1. Prigent (VI.), † 1384, Seigneur de Coëtivy, ⚭ Tiphaine de Grenguen, Tochter von Alain de Grenguen, Seigneur de Forestic und Le Menant
                1. Alain (III.), X 1425, Seigneur de Coëtivy, ⚭ I (Ehevertrag 1398) Catherine du Châtel, † nach 1450, Tochter von Hervé, Schwester von Tanneguy du Chastel
                  1. Prigent (VII.), † 1450, Seigneur de Coëtivy, de Retz, de Taillebourg et de Lesparre, 1439 Admiral von Frankreich, ⚭ 1441 Marie de Laval, Dame de Retz (Rais), Tochter von Gilles de Rais, Seigneur de Challouyau[3], Marschall von Frankreich (Stammliste der Montmorency), und Catherine de Thouars, sie heiratete in 2. Ehe André de Laval, Marschall und Admiral von Frankreich
                    1. (unehelich) Bertrande, bâtarde de Coëtivy, legitimiert 1478; ⚭ I Jean de Mestignac, ⚭ II vor 1478 Antoine Postel, Seigneur de Brethes, ⚭ III 1491 Bernard de Mons

                  2. Alain, (* 1407; † 1474), Bischof von Dol, Cornouaille und Avignon, 1449 Kardinal
                  3. Christophe, Seigneur de Coëtivy
                    1. (unehelich, Mutter : Zizette) Christophe, bâtard de Coëtivy, 1493 legitimiert

                  4. Olivier (* 1418; † 1480), Seigneur de Taillebourg, de Didonne, de Cozes, de Saujon etc.; ⚭ Marguerite bâtarde de Valois, uneheliche Tochter von König Karl VII. (Stammliste der Valois) und Agnès Sorel
                    1. Charles, Comte de Taillebourg, Prince de Mortagne et de Gironde, Baron de Coëtivy, du Menant, de Forestic et de Tregouroy, ⚭ 1511 Jeanne d’Orléans, Duchesse de Valois († 1520), Tochter von Jean d’Orléans, comte d’Angoulême et de Périgord (Haus Valois-Orléans und Haus Valois-Angoulême), und Marguerite de Rohan
                      1. Louise, † 1553, Comtesse de Taillebourg, Princesse de Mortagne; ⚭ 1501 Charles de la Trémoille, X 1515 in der Schlacht von Marignano, Prince de Talmond (Haus La Trémoille), Sohn von Louis de la Trémoille, Sire de la Trémoille, und Gabrielle de Bourbon-Montpensier

                    2. Adelice, ⚭ Henri, Seigneur de Penmarc'h
                    3. Catherine, ⚭ Antoine de Chourses, Seigneur de Magné et d’Échiré
                    4. Marguerite, ⚭ François de Pons, Comte de Montfort
                    5. Gilette, ⚭ I Jacques d’Estouteville, Seigneur de Beyne, † vor 1510, Sohn von Robert d’Estouteville, Seigneur de Beyne, und Ambroise de Loré, ⚭ II Antoine I. de Luxembourg, Comte de Brienne, † 1519, Sohn von Louis de Luxembourg, Comte de Saint-Pol, Connétable von Frankreich (Haus Luxemburg-Ligny), und Jeanne de Bar
                    6. (unehelich) Jeanne, bâtarde de Coëtivy, 1486 legitimiert

                  5. Guillaume, 1445 bezeugt
                  6. Bernard
                  7. Alix, ⚭ 1431 Alain du Refuge, Seigneur de Kernafret
                  8. Méance, ⚭ 1418 Jean de Languenoez
                  9. Isabeau, ⚭ Hervé, Vicomte de Coetquenon

                2. Olivier, Seigneur de Fraemans – Nachkommen
                3. Perrine, ⚭ Ivo de Crechguerane
                4. Alix, ⚭ I Geoffroy Tournemine, Seigneur de Kermelin, ⚭ II Robert de Kergroadès[4]

          2. Hervé, ⚭ Constance de Rodalues
            1. Constance, ⚭ Alain, Seigneur de Kerlouan

      2. Sibylle, Dame de Kerlec’h, ⚭ Bernard du Châtel, Sohn von Bernard, Seigneur du Châtel, und Anne de Léon

  2. Jeanne, ⚭ Hardy de Lohéac